# Персидская архитектура

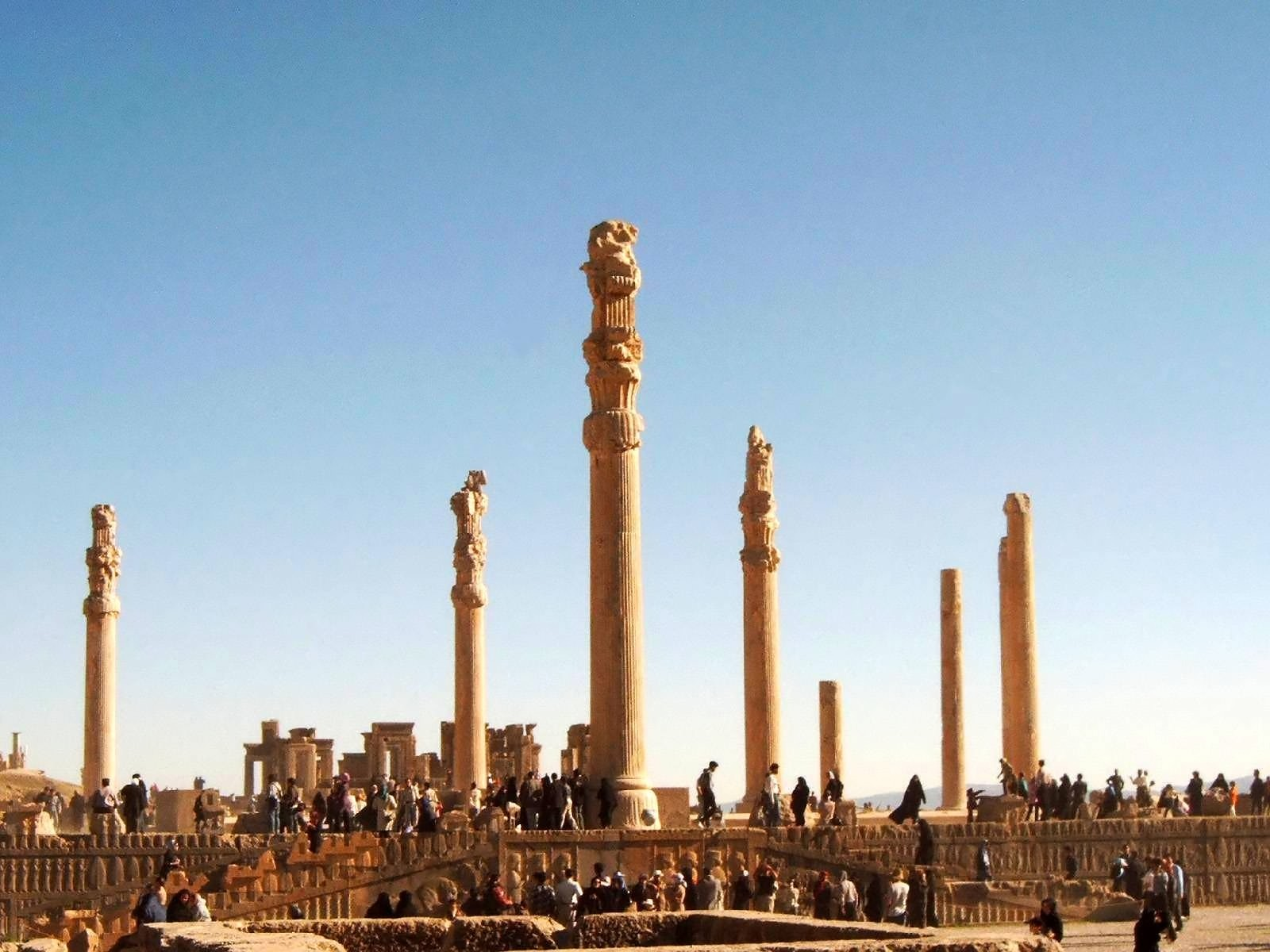
Развалины Персеполиса, столицы Ахеменидского Ирана

Персидская архитектура или Иранская архитектура — разнообразие архитектурных стилей, существовавших на территории современного Ирана и государств, подпадавших под культурную гегемонию Персии. Первые произведения персидской архитектуры появились в III тысячелетии до н. э., географически образцы персидской архитектуры расположены от Турции на западе до Северной Индии и границ Китая на востоке, и от Кавказа на севере до Занзибара на юге.

## История

### Доахеменидская архитектура Ирана

#### Доисторическая эпоха

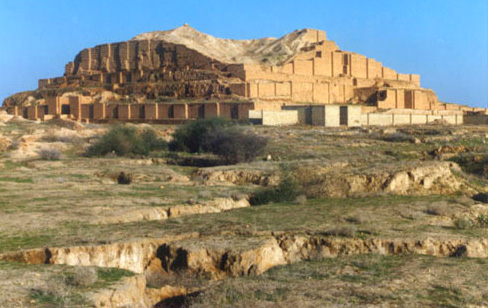
Зиккурат Чога-Занбиль, произведение эламской архитектуры

Человек обитал на территории Ирана с древнейших времён: находки, сделанные на раскопках в Кашафруд и Ганджи-Пар относятся к эпохе раннего палеолита. Юго-западная часть Ирана находится на территории Плодородного полумесяца, поэтому на территории Ирана первые поселения появились в 8-м тысячелетии до нашей эры, например, Шахри-Сухте и город Сузы, существующий до сих пор. С появлением в Иране первых поселений и рождается архитектура Ирана.

#### Элам
К началу III тысячелетия до н. э. образуется Эламское государство, находившееся на территории нынешних юго-западных провинций Ирана. Эламской цивилизацией созданы собственные письменность и искусство.
Главным образцом эламской архитектуры, дошедшим до наших дней, является зиккурат в Чога-Занбиль — самый крупный из сохранившихся зиккуратов. Высота сооружения достигает 25 метров, длина одной стороны — 105 метров. Зиккурат построен около 1250 года до н. э. царём Элама Унташ-Напириша в честь великого бога Ишушинака.
Остатки ещё двух зиккуратов находятся в Тепе-Сиалк. Предположительно, они тоже созданы эламитами.

#### Мидия
В IX веке до н. э. ираноязычные племена мидийцев проникают на территорию северо-запада современного Ирана, в VI-VII веках до н. э. они создают могущественное государство Мидия.
На настоящий момент не известно ни одного здания, которое уверенно можно назвать мидянским, так что об истории Мидянской архитектуры можно судить только по результатам археологических раскопок и из вторичных источников. Один из них — это ассирийские барельефы, на которых изображены город Кишессу и крепость Хархар. Судя по рельефам, мидийцы окружали свои города несколькими рядами зубчатых стен многометровой высоты. Это подтверждает свидетельство Геродота, который писал, что Экбатана окружена семью рядами стен.
Определённое представление о планировке мидянских построек можно составить по результатам археологических раскопок. Так, в крепости Баба Джан в центре укреплённого форта был парадный зал, деревянные перекрытия которого покоились на деревянных же колоннах. Возможно, зал использовался для ритуальных целей. Подобные залы найдены в Годин Тепе и в крепости Нуш-и Джан, где также найдены форт и храм. Самым древним сооружением является храм — помещение ромбовидной формы с треугольным алтарём внутри, он был оставлен ещё до сооружения двух других объектов. Храм, возможно, использовался зороастрийцами. Из особенностей мидийской архитектуры, выявленных во время раскопок, следует отметить использование слепых окон, аналогичных использованным в Урарту, и использование стреловидных бойниц, близких к ассирийским.
Некоторые исследователи называют мидян создателями древних гробниц в современном Иранском Курдистане, но данная атрибуция является спорной, так как ни одна из гробниц ещё точно не датирована.

### Ахеменидскаяархитектура

#### Пасаргады

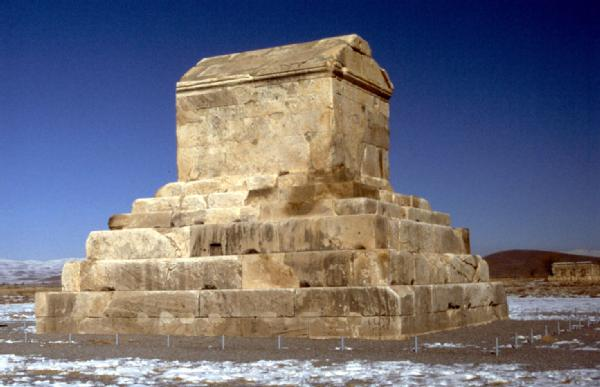
Мавзолей Кира

В середине V века до н. э. персидский царь Кир побеждает мидян и создает Ахеменидскую империю. В 546 году до н. э. Кир основывает новую столицу своей империи — город Пасаргады. Городских стен в Пасаргадах не было, город находился на плато, окружённом горами, защищался дворцом-цитаделью, воздвигнутой по примеру ассирийской архитектуры на уступчатой платформе, сложенной из гигантских блоков.
К западу от цитадели находится гробница Кира, представляющая собой небольшую камеру (3,16 х 2,18 м), поставленная на шестиярусную пирамиду, сложенную из известняковых блоков. В позднейшее время гробница была окружена рядом колонн, собранных на дворцовой территории.

#### Персеполис
После 520 года до н.э Дарий I переносит столицу Империи в Персеполис.

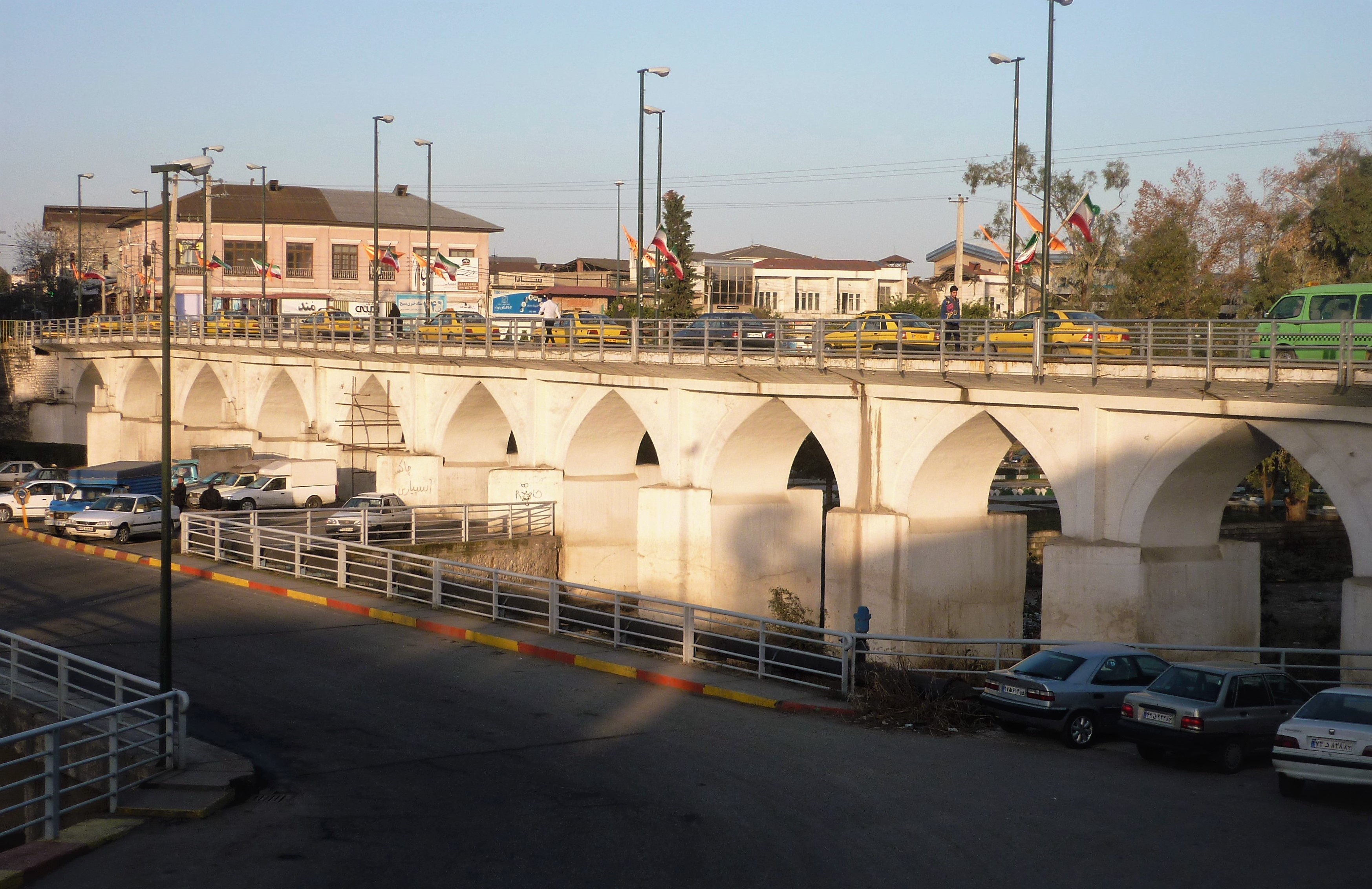
Мост Даваздах Чешме в Мазендеране достроен при Аббасе I Великом

#### Гробницы
См.: Накше-Рустам

### Архитектура исламской Персии
Падение персидской империи под ударами арабских войск привело к созданию новой, религиозной архитектуры в Иране, главными типами сооружений стали дворец и мечеть. На это повлияли каллиграфия, искусство резьбы и мозаики. Археологические находки позволяют установить, что на архитектуру исламского мира также повлияли здания сасанидской эпохи.
Первым архитектурным стилем, главенствовавшим в Иране после арабского завоевания, стал «хорасанский стиль», представителями которого являются мечеть в Нане (IX век) и пятничная мечеть Исфахана (VII век, в последующем мечеть перестраивалась), последние здания в этом стиле датируются X веком. Также к нему относится Тарихане, древнейшая сохранившаяся мечеть Ирана, которая была в этом перестроена из зороастрийского храма в VIII веке.
В X—XI веках возникает стиль «Рази», центром его развития был город Рей, где местная династия Зияридов способствовала его развитию. закат стиля приходится на конец XI века и связан с войнами, которые начали активно вести среднеазиатские династии Хорезмшахов и Газневидов. Одним из самых выдающихся памятников этого стиля является Гонбад-э Кавус, 55-метровый мавзолей Зияридов в одноименном городе. В Средней Азии памятником этого стиля является бухарский мавзолей Исмаила Самани.
Следующим по времени архитектурным стилем Ирана считается стиль «Азери» («азербайджанский»), он датируется XII—XVI веками, здания этого стиля отличаются впечатляющими размерам и использованием куполов большого диаметра. Одним из примеров этого стиля может служить мавзолей Исмаила Кодабенде в Тебризе, а также мавзолей Биби-Ханым в Самарканде.
Последним стилем шахского Ирана считается «Исфахани» («исфаханский»), первые подобные здания возникают с восхождением на трон Сефевидов в XVI веке. Соответственно названия, больше количество зданий этого стиля украшает бывшую столицу Ирана, Исфахан, в этом стиле в том числе выстроена главная персидская площадь Нахше-джахан.

### Современная архитектураИрана
Современная архитектура появилась в Иране в 1920-х годах при династии Пехлеви. В Иране работают как иностранные архитекторы, например, Андрэ Годар, создавший новый корпус Иранского национального музея, так и отечественные, например Хейдар Гияй, спроектировавший здание Иранского Сената. В 2007 году завершено строительство телебашни Бордже Милад, самого высокого здания в Иране и 6-й по высоте телебашни в мире.

## Всемирное наследие Ирана
Лист объектов Всемирного наследия созданных в Иране, созданных иранцами, либо созданных в иранском стиле:

#### В пределах Ирана
- - Арг-е Бам, Кермань
  - Площадь Имама, Исфахан
  - Пасаргады, Фарс
  - Персеполь, Фарс
  - Дур-Унташ, Хузестан
  - Тахт-е Солейман, Западный Азербайджан
  - Мавзолей в Сольтание, Зенджан
  - Бехистунская надпись

#### Вне Ирана
- - Тадж-Махал, Индия — построен при династии Великих Моголов
  - Мавзолей Хумаюна, Индия
  - Джамский минарет, Афганистан
  - Мавзолей Ходжи Ахмеда Ясави, Казахстан
  - Исторический центр Бухары, Узбекистан
  - Исторический центр Шахрисабза, Узбекистан
  - Самарканд — перекрёсток культур, Узбекистан
  - Дербентская стена, Нарын-кала и старая часть города Дербент (Дагестан), Россия.